# Totalna Porażka (seria)
Totalna Porażka (ang. Total Drama) – animowany serial reality-show wyprodukowany przez studio Fresh TV Inc. i Teletoon Original Production Inc. Dotychczas powstało 6 serii oraz dwa spin-offy rozgrywające się w tych samych realiach.

## O serii
Seria jest animowanym reality-show. Akcja w każdej serii przenosi się w inne miejsce. Uczestnicy, aby wygrać główną nagrodę, muszą wykonać wszystkie zadania oraz nie zostać wyrzuconym przez innych zawodników.
Prowadzącym show – od 1. do 6. serii jest Chris McLean. W pierwszym spin-offie funkcję tę sprawuje Don, a w kolejnym – Chef Hatchet (opiekun w przedszkolu).

### Podsumowanie
Jednym z elementów serialu są wprowadzone do drugiej i trzeciej serii podsumowania. Prowadzący: Geoff i Bridgette zapraszają do studia innych uczestników, którzy nie uczestniczą w obecnej serii oraz tych którzy już odpadli. Zawodnicy opowiadają o swoich przeżyciach, przyjaźniach czy nienawiściach. Podczas show pokazywane są fragmenty wcześniejszych odcinków, które nie były wyemitowane. Bardzo często gospodarze otrzymują połączenia sieciowe z widzem lub członkiem rodziny uczestników. Dodawane jako specjalne klipy.

## Przegląd serii

### Wyspa Totalnej Porażki
Akcja pierwszego sezonu rozgrywa się w opuszczonym obozie Wawanakwa w Muskoka, Ontario. 22 uczestników rywalizuje o główną nagrodę w wysokości 100 tys. dolarów kanadyjskich. Zostają podzieleni na dwie drużyny: Wrzeszczące Susły i Zabójcze Okonie.

### Plan Totalnej Porażki
W drugim sezonie wszystko dzieje się na opuszczonym planie filmowym w Toronto. 15 uczestników walczy o nagrodę pieniężną w wysokości 1 miliona dolarów kanadyjskich. Tym razem zostają podzieleni na Trzeszczące Żarówy oraz Zabójcze Makiety.

### Totalna Porażka w trasie
Trzeci sezon rozgrywa się w różnych krajach na świecie m.in. w Egipcie, Kanadzie czy Stanach Zjednoczonych. 18 zawodników walczy w trzech grupach: Drużyna Chris jest naprawdę bardzo bardzo bardzo słodki, Drużyna Amazonek i Drużyna Zwycięzców o 1 milion dolarów. W tej serii dołącza 3 nowych zawodników: Alejandro, Sierra (oraz później) Blaineley.

### Totalna Porażka: Zemsta Wyspy
Czwarty sezon rozgrywa się ponownie w obozie Wawanakwa w Muskoka, Ontario z całkiem nowymi bohaterami show i z jedną, dosyć istotną zmianą, a mianowicie na wyspie aktywna jest emisja promieniowania radioaktywnego. Uczestnicy zostali podzieleni na dwie drużyny: Toksyczne Szczury i Zmutowane Larwy.

### Totalna Porażka: Plejada gwiazd
Pierwsza część piątego sezonu, którego drugą częścią jest Totalna Porażka na wyspie Pahkitew. Akcja rozgrywa się po raz ostatni w obozie Wawanakwa z częścią bohaterów z serii 1–3 oraz z serii 4. Zawodnicy ponownie walczą o jeden milion dolarów. Czternastu zawodników (7 z pierwszej obsady i 7 z drugiej) zostało podzielonych na dwie drużyny ze względu na charakter: Bohaterskie Chomiki (Heroic Hamsters) i Nikczemne Sępy (Villainous Vultures).

### Totalna Porażka na wyspie Pahkitew
Jest to druga części piątego sezonu, którego pierwszą częścią jest Totalna Porażka: Plejada gwiazd. Akcja rozgrywa się na nowej wyspie – Pahkitew. Czternastu zupełnie nowych zawodników mierzy się z trudnościami tylko po to by sięgnąć po milion dolarów. Podzieleni są na drużyny o nazwie: Pimapotew Kinosewak/Pływające Łososie oraz Waneyihtam Maskwak/Skołowane Misie.

### Totalna Porażka: Wariacki wyścig
Pierwszy spin-off osadzony w świecie znanym z serii Totalna Porażka. Spin-off prowadzony jest przez Dona. O milion dolarów walczy 36 uczestników podzielonych na 18 par. Akcja rozgrywa się na całym świecie.

### Totalna Porażka: Przedszkolaki
Kolejny spin-off ma już w trzy sezony i nie jest w żaden sposób powiązany z poprzednimi seriami, z wyjątkiem kilku pojawiających się tam postaci z pierwszej serii – Gwen, Owen, Bridget, Duncan, Courtney, LeShawna, Cody, Izzy, Harold, Beth, Noah, szef Hatchet i MacArthur jako postać epizodyczna (Geoff, Katie, DJ, Trent, Devin, Carrie i Don pojawiają się w tle). Pojawia się tam również nowa postać – Jude. Szef jest wychowawcą klasy przedszkolnej na którą składają się wszystkie postacie MacArthur.

### Total Drama Island: Reboot(inne języki)

#### Sezon 1.
Jest to szósty sezon. Wyszedł w 2023. Szesnastu zupełnie nowych śmiałków powraca na Wyspę Wawanakwa w Muskoka, Ontario, by po raz kolejny zmierzyć się w wyzwaniach testujących ich możliwości, by na koniec zdobyć nagrodę w wysokości miliona dolarów. Zostają podzieleni na drużyny o nazwie: Okrutne Pstrągi i Żaby Śmierci.

#### Sezon 2.
Siódmy i ostatni (stan na 2025) sezon. Ukazywał się w latach 2023-2024. Uczestnikami są te same postacie co w 1. sezonie rebootu.

## Spis serii

### Główna seria
| Sezon | Sezon | Tytuł                                 | Liczba odcinków | Liczba odcinków | Pierwsza emisja sezonu | Pierwsza emisja sezonu | Pierwsza emisja sezonu | Pierwsza emisja sezonu |
| Sezon | Sezon | Tytuł                                 | Liczba odcinków | Liczba odcinków | Premiera               | Finał                  | Premiera               | Finał                  |
| ----- | ----- | ------------------------------------- | --------------- | --------------- | ---------------------- | ---------------------- | ---------------------- | ---------------------- |
| 1     | 1     | Wyspa Totalnej Porażki                | 27              | 27              | 8 lipca 2007           | 29 listopada 2008      | 4 września 2008        | 3 września 2009        |
| 2     | 2     | Plan Totalnej Porażki                 | 27              | 27              | 11 stycznia 2009       | 10 czerwca 2010        | 10 września 2009       | 29 sierpnia 2010       |
| 3     | 3     | Totalna Porażka w trasie              | 26              | 26              | 10 czerwca 2010        | 24 kwietnia 2011       | 9 września 2010        | 3 marca 2011           |
| 4     | 4     | Totalna Porażka: Zemsta Wyspy         | 13              | 13              | 5 stycznia 2012        | 12 kwietnia 2012       | 8 marca 2012           | 31 maja 2012           |
| 5     | 5.1   | Totalna Porażka: Plejada gwiazd       | 26              | 13              | 9 stycznia 2014        | 27 marca 2014          | 21 kwietnia 2014       | 7 maja 2014            |
| 5     | 5.2   | Totalna Porażka: Na wyspie Pahkitew   | 26              | 13              | 4 września 2014        | 20 listopada 2014      | 29 sierpnia 2014       | 16 września 2014       |
| 6     | 6     | Wyspa Totalnej Porażki (2023) Sezon 1 | 13              | 13              | –                      | –                      | –                      | –                      |
| 7     | 7     | Wyspa Totalnej Porażki (2023) Sezon 2 | 13              | 13              |                        |                        |                        |                        |

### Pierwszy Spin-off
| Tytuł                            | Sezony | Sezony | Liczba odcinków | Liczba odcinków | Pierwsza emisja sezonu | Pierwsza emisja sezonu | Pierwsza emisja sezonu | Pierwsza emisja sezonu |
| Tytuł                            | Sezony | Sezony | Kanada          | Polska          | Premiera               | Finał                  | Premiera               | Finał                  |
| -------------------------------- | ------ | ------ | --------------- | --------------- | ---------------------- | ---------------------- | ---------------------- | ---------------------- |
| Totalna Porażka: Wariacki wyścig |        | 1      | 26              | 26              | 7 września 2015        | 9 października 2015    | 25 stycznia 2016       | 27 kwietnia 2016       |

Drugi Spin-off
| Tytuł                          | Sezony | Sezony    | Liczba odcinków | Liczba odcinków | Pierwsza emisja sezonu | Pierwsza emisja sezonu | Pierwsza emisja sezonu | Pierwsza emisja sezonu |
| Tytuł                          | Sezony | Sezony    | Kanada          | Polska          | Premiera               | Finał                  | Premiera               | Finał                  |
| ------------------------------ | ------ | --------- | --------------- | --------------- | ---------------------- | ---------------------- | ---------------------- | ---------------------- |
| Totalna Porażka: Przedszkolaki |        | 1         | 51              | 50              | 1 września 2018        | 30 listopada 2019      | 25 listopada 2019      | 19 lutego 2020         |
| Totalna Porażka: Przedszkolaki |        | 2         | 51              | 50              | 11 stycznia 2020       | 27 marca 2021          | 28 czerwca 2021        | 8 marca 2022 (online)  |
| Totalna Porażka: Przedszkolaki |        | 3         | 50              | 52              | 3 kwietnia 2021        | 22 lipca 2022          | 24 października 2022   | 18 lutego 2023         |
| Totalna Porażka: Przedszkolaki |        | Specjalny | 1               | –               | 15 kwietnia 2023       | 15 kwietnia 2023       | nieemitowany           | nieemitowany           |

## Uczestnicy w seriach
| Uczestnik  | Serie             | Odcinki     |
| ---------- | ----------------- | ----------- |
| Owen       | 1 – 2 – 3 – 7 – 8 | 82 odcinki  |
| Gwen       | 1 – 2 – 3 – 5 – 8 | 64 odcinki  |
| Heather    | 1 – 2 – 3 – 5     | 74 odcinki  |
| Duncan     | 1 – 2 – 3 – 5 – 8 | 69 odcinków |
| LeShawna   | 1 – 2 – 3 – 8     | 48 odcinków |
| Geoff      | 1 – 2 – 7         | 53 odcinki  |
| Izzy       | 1 – 2 – 3 – 8     | 35 odcinki  |
| DJ         | 1 – 2 – 3         | 41 odcinków |
| Lindsay    | 1 – 2 – 3 – 5     | 51 odcinków |
| Bridgette  | 1 – 2 – 3 – 8     | 29 odcinków |
| Trent      | 1 – 2             | 23 odcinki  |
| Eva        | 1                 | 6 odcinków  |
| Harold     | 1 – 2 – 3 – 8     | 41 odcinków |
| Courtney   | 1 – 2 – 3 – 5 – 8 | 58 odcinków |
| Sadie      | 1                 | 13 odcinków |
| Beth       | 1 – 2 – 8         | 38 odcinków |
| Cody       | 1 – 3 – 8         | 37 odcinków |
| Tyler      | 1 – 3             | 24 odcinki  |
| Katie      | 1                 | 8 odcinków  |
| Justin     | 1 – 2             | 30 odcinki  |
| Noah       | 1 – 3 – 7 – 8     | 35 odcinków |
| Ezekiel    | 1 – 3             | 5 odcinków  |
| Alejandro  | 3 – 5             | 36 odcinków |
| Sierra     | 3 – 5             | 32 odcinki  |
| Blaineley  | 3                 | 3 odcinki   |
| Cameron    | 4 – 5             | 22 odcinki  |
| Lightning  | 4 – 5 – 8         | 14 odcinków |
| Zoey       | 4 – 5             | 25 odcinków |
| Scott      | 4 – 5             | 23 odcinki  |
| Jo         | 4 – 5             | 13 odcinków |
| Mike       | 4 – 5             | 22 odcinki  |
| Dakota     | 4                 | 5 odcinków  |
| Anne Maria | 4                 | 7 odcinków  |
| Brick      | 4                 | 7 odcinków  |
| Sam        | 4 – 5             | 10 odcinków |
| Dawn       | 4                 | 5 odcinków  |
| B          | 4                 | 3 odcinki   |
| Staci      | 4                 | 1 odcinek   |
| Sky        | 6                 | 13 odcinków |
| Shawn      | 6                 | 13 odcinków |
| Sugar      | 6 – 8             | 12 odcinków |
| Jasmine    | 6                 | 12 odcinków |
| Max        | 6                 | 10 odcinków |
| Scarlett   | 6                 | 10 odcinków |
| Dave       | 6                 | 10 odcinków |
| Topher     | 6                 | 8 odcinków  |
| Ella       | 6                 | 6 odcinków  |
| Samey      | 6                 | 5 odcinków  |
| Rodney     | 6                 | 4 odcinki   |
| Amy        | 6                 | 4 odcinki   |
| Leonard    | 6 – 7             | 4 odcinki   |
| Beardo     | 6                 | 1 odcinek   |
| Tammy      | 7                 | 2 odcinki   |
| Pete       | 7                 | 4 odcinki   |
| Gery       | 7                 | 4 odcinki   |
| Ellody     | 7                 | 4 odcinki   |
| Mary       | 7                 | 4 odcinki   |
| Laurie     | 7                 | 6 odcinków  |
| Miles      | 7                 | 6 odcinków  |
| Jen        | 7                 | 7 odcinków  |
| Tom        | 7                 | 7 odcinków  |
| Kelly      | 7                 | 10 odcinków |
| Taylor     | 7                 | 10 odcinków |
| Jay        | 7                 | 11 odcinków |
| Mickey     | 7                 | 11 odcinków |
| Lorenzo    | 7                 | 15 odcinków |
| Chet       | 7                 | 15 odcinków |
| Rock       | 7                 | 15 odcinków |
| Spud       | 7                 | 15 odcinków |
| Dwayne     | 7                 | 16 odcinków |
| Junior     | 7                 | 16 odcinków |
| Crimson    | 7                 | 21 odcinków |
| Ennui      | 7                 | 21 odcinków |
| Brody      | 7                 | 24 odcinki  |
| Carrie     | 7                 | 24 odcinki  |
| Devin      | 7                 | 24 odcinki  |
| Emma       | 7                 | 25 odcinków |
| Josee      | 7                 | 26 odcinków |
| Kitty      | 7                 | 25 odcinków |
| Jacques    | 7                 | 26 odcinków |
| Sanders    | 7                 | 26 odcinków |
| MacArthur  | 7                 | 26 odcinków |
| Jude       | 8                 | – odcinków  |

### Ranking uczestników w Polsce
| Miejsce | Seria     | Seria           | Seria              | Seria          | Seria     | Seria          | Seria                      | Seria      | Seria       |
| Miejsce | WTP       | PTP             | TPWT               | TPZW           | TPPG      | TPNWP          | TPWW                       | WTP2023    | WTP2024     |
| ------- | --------- | --------------- | ------------------ | -------------- | --------- | -------------- | -------------------------- | ---------- | ----------- |
| 1.      | Owen      | Beth            | Alejandro          | Cameron        | Mike      | Sky            | Geoff & Brody              | Priya      | Wayne       |
| 2.      | Gwen      | Duncan          | Heather            | Lightning      | Zoey      | Shawn          | Sanders & MacArthur        | Bowie      | Julia       |
| 3.      | Heather   | Owen            | Cody               | Zoey           | Scott     | Sugar          | Josee & Jacques            | Millie     | Caleb       |
| 4.      | Duncan    | Courtney        | Sierra             | Scott          | Gwen      | Jasmine        | Emma & Kitty               | Julia      | Priya       |
| 5.      | LeShawna  | Harold          | Duncan             | Jo             | Courtney  | Max Scarlett   | Carrie & Devin             | Emma       | Raj         |
| 6.      | Geoff     | Lindsay         | Blaineley Courtney | Mike           | Alejandro | Max Scarlett   | Ryan & Stephanie           | Chase      | Damien      |
| 7.      | Izzy      | Justin          | Blaineley Courtney | Dakota         | Cameron   | Dave           | Crimson & Ennui            | Zee        | MK          |
| 8.      | DJ        | LeShawna        | Owen               | Anna Maria     | Duncan    | Topher         | Owen & Noah                | Ripper     | Zee         |
| 9.      | Lindsay   | Heather         | Gwen               | Brick          | Sierra    | Ella           | Dwayne & Junior            | Raj Wayne  | Ripper Axel |
| 10.     | Bridgette | Izzy            | Tyler              | Sam            | Heather   | Samey          | Rock & Spud Chet & Lorenzo | Raj Wayne  | Ripper Axel |
| 11.     | Trent     | DJ              | Noah               | Dawn           | Sam       | Rodney         | Rock & Spud Chet & Lorenzo | MK         | Bowie       |
| 12.     | Eva       | Gwen            | DJ                 | B              | Jo        | Amy            | Jay & Mickey               | Damien     | Nichelle    |
| 13.     | Harold    | Trent           | Izzy               | Staci          | Lightning | Leonard        | Kelly & Taylor             | Scary Girl | Emma        |
| 14.     | Courtney  | Bridgette Geoff | Lindsay            |                | Lindsay   | Beardo         | Jen & Tom                  | Nichelle   | Millie      |
| 15.     | Sadie     | Bridgette Geoff | LeShawna           |                |           | Laurie & Miles | Axel                       | Chase      |             |
| 16.     | Beth      |                 | Bridgette          | Marry & Ellody | Caleb     | Scary Girl     |                            |            |             |
| 17.     | Cody      | Harold          | Gery & Pete        |                |           |                |                            |            |             |
| 18.     | Tyler     | Ezekiel         | Tammy & Leonard    |                |           |                |                            |            |             |
| 19.     | Katie     |                 |                    |                |           |                |                            |            |             |
| 20.     | Justin    |                 |                    |                |           |                |                            |            |             |
| 21.     | Noah      |                 |                    |                |           |                |                            |            |             |
| 22.     | Ezekiel   |                 |                    |                |           |                |                            |            |             |